# Wita Pawłysz
Wita Pawłysz, właśc. Wiktoria Anatolijiwna Pawłysz (ukr. Вікторія Анатоліївна (Віта) Павлиш; ur. 15 stycznia 1969 w Charkowie) – ukraińska lekkoatletka, która specjalizowała się w pchnięciu kulą.
Dwukrotnie startowała w igrzyskach olimpijskich: Barcelona 1992 oraz Atlanta 1996. Trzy razy zdobywała medale mistrzostw świata oraz dwukrotnie była mistrzynią Europy. W roku 1997 wywalczyła złoty medal halowych mistrzostw świata. Rekordy życiowe: stadion – 21,69 (20 sierpnia 1998, Budapeszt) – rekord Ukrainy; hala – 20,73 (22 lutego 2004, Sumy).
Pawłysz została pozbawiona złotego krążka halowych mistrzostw świata (1999) w związku z wykryciem w jej organizmie stanozololu. Zawodniczka, która twierdziła, że przyjęła ten środek jako lek została zawieszona na dwa lata. Pięć lat później, podczas kolejnych halowych mistrzostw świata, znów zdobyła złoto jednak po wykonaniu testów ponownie wykryto u niej nielegalne środki. Ukrainka została pozbawiona medalu, a 28 maja 2004 roku została dożywotnio zdyskwalifikowana.

## Osiągnięcia
| Rok  | Impreza                             | Miejsce      | Lokata            | Wynik |         |
| ---- | ----------------------------------- | ------------ | ----------------- | ----- | ------- |
| 1987 | Mistrzostwa Europy juniorów         | Birmingham   | 6. miejsce        | 15,05 |         |
| 1992 | Igrzyska olimpijskie                | Barcelona    | 8. miejsce        | 18,69 |         |
| 1993 | Mistrzostwa świata                  | Stuttgart    | el. – 15. miejsce | 18,00 | Ukraina |
| 1993 | Finał Grand Prix IAAF               | Londyn       | 3. miejsce        | 19,22 | Ukraina |
| 1994 | Mistrzostwa Europy                  | Helsinki     | 1. miejsce        | 19,61 | Ukraina |
| 1995 | Mistrzostwa świata                  | Göteborg     | 11. miejsce       | 17.97 | Ukraina |
| 1996 | Igrzyska olimpijskie                | Atlanta      | 4. miejsce        | 19,30 | Ukraina |
| 1997 | Halowe mistrzostwa świata           | Paryż        | 1. miejsce        | 20,00 | Ukraina |
| 1997 | Mistrzostwa świata                  | Ateny        | 2. miejsce        | 20,66 | Ukraina |
| 1997 | Finał Grand Prix IAAF               | Fukuoka      | 2. miejsce        | 20,59 | Ukraina |
| 1998 | Halowe mistrzostwa Europy           | Walencja     | 2. miejsce        | 20,00 | Ukraina |
| 1998 | Mistrzostwa Europy                  | Budapeszt    | 1. miejsce        | 21,69 | Ukraina |
| 1998 | Puchar świata                       | Johannesburg | 1. miejsce        | 20,59 |         |
| 1999 | Halowe mistrzostwa świata           | Maebashi     | 1. miejsce        |       | Ukraina |
| 2001 | Mistrzostwa świata                  | Edmonton     | 3. miejsce        | 19,41 | Ukraina |
| 2002 | Halowe mistrzostwa Europy           | Wiedeń       | 1. miejsce        | 19,76 | Ukraina |
| 2002 | Mistrzostwa Europy                  | Monachium    | 2. miejsce        | 20,02 | Ukraina |
| 2002 | Puchar świata                       | Madryt       | 4. miejsce        | 19,06 |         |
| 2003 | Halowe mistrzostwa świata           | Birmingham   | 4. miejsce        | 19,73 | Ukraina |
| 2003 | Mistrzostwa świata                  | Paryż        | 3. miejsce        | 20,08 | Ukraina |
| 2003 | Światowy finał lekkoatletyczny IAAF | Monako       | 1. miejsce        | 19,86 | Ukraina |
| 2004 | Halowe mistrzostwa świata           | Budapeszt    | 1. miejsce        |       | Ukraina |